# Erateina brunnea
Erateina brunnea là một loài bướm đêm trong họ Geometridae.